# شهرداری آپه
شهرداری آپه (به لاتین: Ape Municipality) یک شهرداری در کشور لتونی است. شهرداری آپه ۴٬۳۷۹ نفر جمعیت دارد.